# Batutut

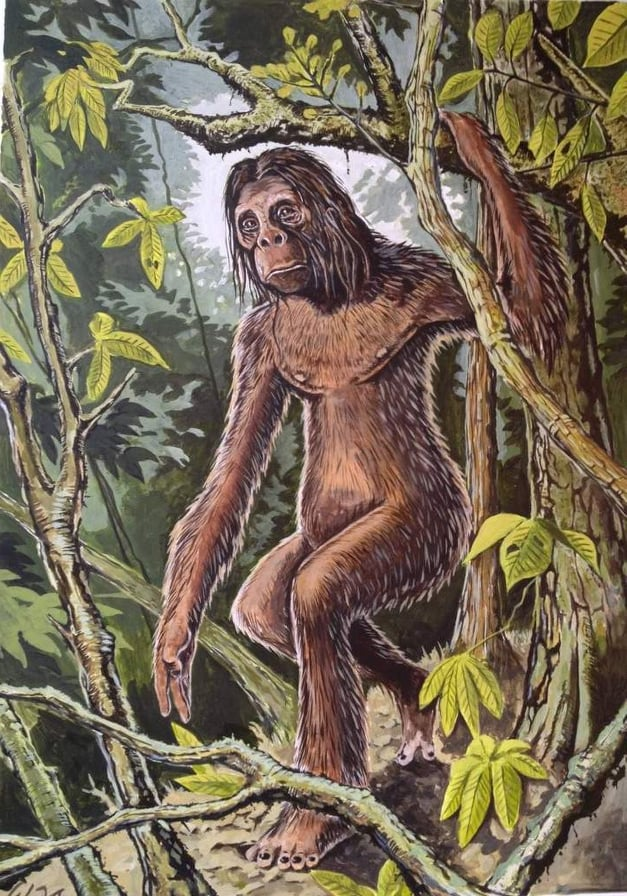
Người rừng

De batutut, soms ujit of Người rừng genoemd, is een bosmens waarvan het bestaan onbewezen is. Hierom valt het wezen onder de cryptozoölogie.
De batutut zou sterk gelijken op bigfoot en leven in het Vu Quang-natuurreservaat en andere natuurgebieden in Vietnam, Laos en het noorden van Borneo.

## Meldingen
De eerste melding van de batatut stamt waarschijnlijk uit 1947, en is van een Franse kolonist die de cryptide een 'wildeman' (L'Homme Sauvage) noemt. 
Ook gedurende de Vietnamoorlog zou het wezen gezien zijn. In zijn boek Very Crazy G.I. - Strange but True Stories of the Vietnam War, vertelt Kregg P. J. Jorgenson over een soortgelijk wezen, dit keer niet gezien door inwoners van Vietnam, maar door een groep Amerikaanse soldaten. De mannen gaven het de naam "Rock Ape" (rots-aap) en zeiden dat het wezen ongeveer 1,5 meter hoog was en een roodachtige vacht had.
John MacKinnon beweert als eerste sporen van de batutut te hebben gevonden in 1970. Hij denkt dat de sporen toebehoren aan een soort die verwant is aan de Meganthropus. Zijn collega, de cryptozoöloog Loren Coleman, denkt echter dat het een populatie is van Homo erectus of neanderthalers die daar hebben overleefd.
In 1971 zouden twee Người Rừngs zijn gevangen door een plaatselijke volksgroep nabij Đắk Lắk in 1971.
In 1974 stelde de Noord-Vietnamese generaal, Hoang Minh Thao, voor om op expeditie te gaan om bewijs te zoeken voor deze wezens, maar er werd geen bewijs gevonden.

## Uiterlijk, voeding en gedrag
De batutut wordt verondersteld ongeveer 1 meter 80 lang te zijn, net zoals de gemiddelde mens nu. Het hele lichaam, met uitzondering van de knieholte, zou bedekt zijn met haar, waarvan de kleur kan variëren van zwart tot bruin en grijs. De batutut loopt vermoedelijk op twee benen en zou solitair of in een kleine groep leven. Ze worden verondersteld omnivoren te zijn en hun tijd grotendeels door te brengen met voedsel zoeken. Het menu zou bestaan uit vruchten en bladeren en kleine dieren, zoals vleermuizen.
Anders dan de batutut in Vietnam wordt de batutut in Borneo beschreven als veel korter: 1 meter 20. Ze zouden daar erg agressief zijn, regelmatig mensen aanvallen, doden en hun levers eruit scheuren.